# Spanje op het Eurovisiesongfestival 2022
Spanje nam deel aan het Eurovisiesongfestival 2022 in Turijn, Italië. Het was de 61ste deelname van het land aan het Eurovisiesongfestival. TVE was verantwoordelijk voor de Spaanse bijdrage voor de editie van 2022. Tijdens de nationale finale Benidorm Fest werd Chanel verkozen om Spanje te gaan vertegenwoordigen in Turijn. Ze keerde naar huis met brons.

## Selectieprocedure

### Benidorm Fest 22
Spanje koos voor het eerst voor de nationale finale Benidorm Fest 22. Op 10 december 2021 werden de 14 kandidaten naar buiten gebracht. In de halve finales op 26 en 27 januari werden telkens 4 kandidaten verkozen voor de finale. In de grote finale bepaalde een expert jury, een demoscopische jury en het Spaanse publiek, via televoting uiteindelijk de winnaar. De zangeres Chanel won enkel de expert jury voting, maar sprokkelde voldoende punten om te winnen. 
|   | Artiest           | Lied                 | Expert jury | Demoscopische jury | Televoting | Totaal | Plaats |
| - | ----------------- | -------------------- | ----------- | ------------------ | ---------- | ------ | ------ |
| 1 | Rayden            | Calle de la llorería | 37          | 15                 | 15         | 67     | 4      |
| 2 | Tanxugueiras      | Terra                | 30          | 30                 | 30         | 90     | 3      |
| 3 | Varry Brava       | Raffaella            | 25          | 12                 | 18         | 55     | 6      |
| 4 | Chanel            | SloMo                | 51          | 25                 | 20         | 96     | 1      |
| 5 | Rigoberta Bandini | Ay mamá              | 46          | 20                 | 25         | 91     | 2      |
| 6 | Xeinn             | Eco                  | 30          | 5                  | 10         | 45     | 7      |
| 7 | Gonzalo Hermida   | Quién lo diria       | 12          | 18                 | 5          | 35     | 8      |
| 8 | Blanca Paloma     | Secreto de agua      | 39          | 10                 | 12         | 61     | 5      |

## In Turijn
Als lid van de vijf grote Eurovisielanden mocht Spanje automatisch deelnemen aan de grote finale, op zaterdag 14 mei 2022. Daarin was Chanel als tiende van 26 acts aan de beurt, net na Mahmood & Blanco uit Italië en gevolgd door S10 uit Nederland. De druk was hoog voor het team van Chanel. Voor het eerst in lange tijd maakte het land nog eens kans op het festival te gaan winnen. Spanje stond namelijk hoog bij de gokkantoren, en werd derde bij de OGAE Fan Poll. Spanje won uiteindelijk niet, maar eindigde wel knap derde met 459 punten. Zowel bij de kijkers als de jury's werd Spanje derde. Van de jury's kreeg het land zelf 8 keer de volle 12 punten. 
1961 · 1962 · 1963 · 1964 · 1965 · 1966 · 1967 · 1968 · 1969 · 1970 · 1971 · 1972 · 1973 · 1974 · 1975 · 1976 · 1977 · 1978 · 1979 · 1980 · 1981 · 1982 · 1983 · 1984 · 1985 · 1986 · 1987 · 1988 · 1989 · 1990 · 1991 · 1992 · 1993 · 1994 · 1995 · 1996 · 1997 · 1998 · 1999 · 2000 · 2001 · 2002 · 2003 · 2004 · 2005 · 2006 · 2007 · 2008 · 2009 · 2010 · 2011 · 2012 · 2013 · 2014 · 2015 · 2016 · 2017 · 2018 · 2019 · 2020 · 2021 · 2022 · 2023 · 2024 · 2025
Albanië · Armenië · Australië · Azerbeidzjan · België · Bulgarije · Cyprus · Denemarken · Duitsland · Estland · Finland · Frankrijk · Georgië · Griekenland · Ierland · IJsland · Israël · Italië · Kroatië · Letland · Litouwen · Malta · Moldavië · Montenegro · Nederland · Noord-Macedonië · Noorwegen · Oekraïne · Oostenrijk · Polen · Portugal · Roemenië · San Marino · Servië · Slovenië · Spanje · Tsjechië · Verenigd Koninkrijk · Zweden · Zwitserland